# Mariko (cratère)
Mariko est l'un des cratères de la planète Vénus. Il a un diamètre de 20 km.